# Delias microsticha
Delias microsticha är en fjärilsart som beskrevs av Rothschild 1904. Delias microsticha ingår i släktet Delias och familjen vitfjärilar. Inga underarter finns listade i Catalogue of Life.

## Bildgalleri

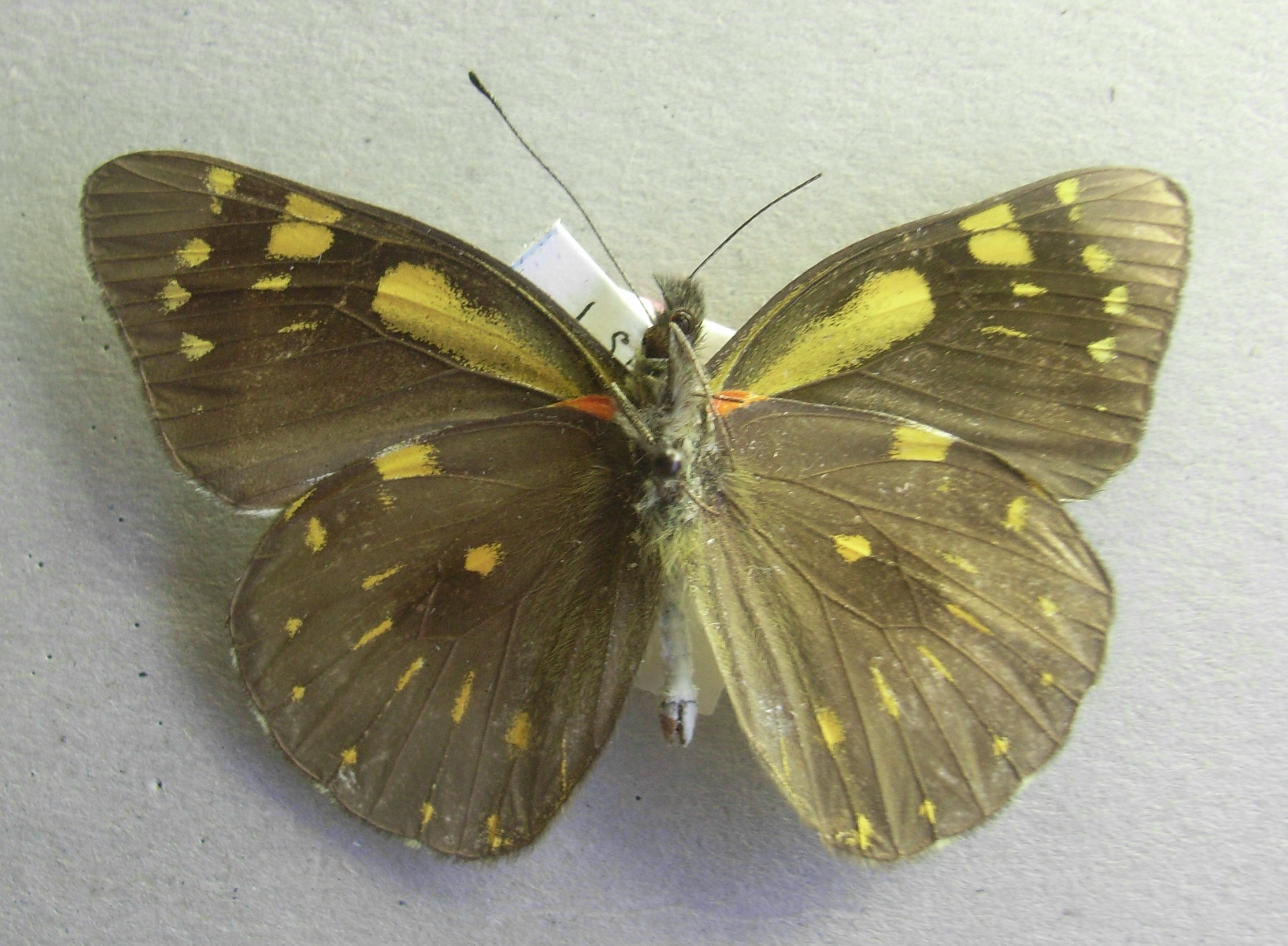
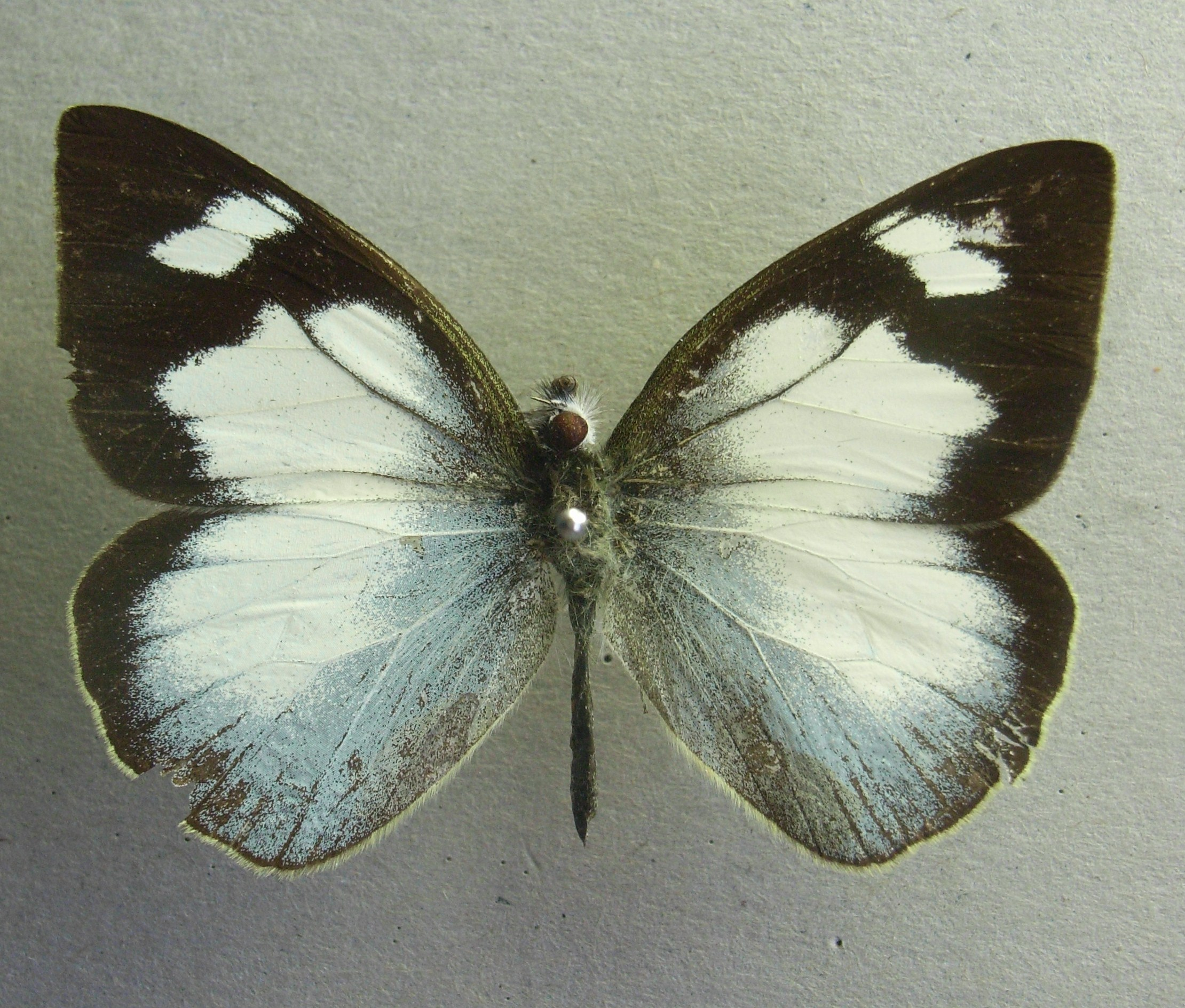